# Automagistral-Pivden
Automagistral-Pivden (în ucraineană Автомагістраль-Південь, transliterat: Avtomahistral-Pivden) este una dintre cele mai mari companii ucrainene de construcții rutiere, fondată în 2004 de antreprenorul Oleksandr Boiko, care apare și în Panama Papers.
Compania este specializată în construcția și reconstrucția drumurilor naționale și este unul dintre principalii contractori ai programului guvernamental ucrainean «Marea Construcție».  
A fost subiectul criticilor și al investigațiilor jurnalistice privind acuzații de înțelegeri de tip cartel în licitații, concentrarea contractelor guvernamentale într-un cerc restrâns de companii și influența informală a lui Iurii Holîk, coordonator al programului „Marea Construcție”, despre care se afirmă că ar fi susținut interesele companiei.
În 2025 au fost deschise proceduri penale împotriva companiei Automagistral-Pivden, care, potrivit procurorului general al Ucrainei, se bazează pe probe confirmate prin expertize.

## Istorie
Din 2004, Automagistral-Pivden a construit și reparat peste 3.000 km de drumuri și a reabilitat mai mult de 40 de milioane de metri pătrați de carosabil. În această perioadă, compania a finalizat aproximativ 300 de proiecte. În 2021, desfășura lucrări de construcție și reparații pe 80 de șantiere din 12 regiuni ale Ucrainei, cu o lungime totală a drumurilor reabilitate de peste 835 km.
În timpul președinției lui Volodîmîr Zelenski, Automagistral-Pivden a devenit principalul contractor privat al programului național „Marea Construcție”.
În 2025, Automagistral-Pivden este responsabilă pentru aproximativ 22,5% din toate lucrările de construcție din Ucraina, fiind un jucător cheie în sectorul construcțiilor de drumuri din țară. Este considerată cea mai mare companie de construcții din Ucraina în 2025.

### Rolul lui Iurii Holîk
Proprietarul Automagistral-Pivden, Oleksandr Boiko, are legături strânse cu Iurii Holîk, coordonator al programului „Marea Construcție” și fost consilier al șefului Administrației de Stat Regionale Dnipropetrovsk.
Potrivit Forbes, Holîk era responsabil de coordonarea Automagistral-Pivden cu agențiile guvernamentale în calitate de reprezentant al contractorului. Se crede că Boiko și Holîk s-au întâlnit pentru prima dată în 2015, când Holyk era consilier al șefului Administrației Regionale de Stat Dnipropetrovsk, Valentîn Reznicenko. Holîk a declarat că Automagistral-Pivden este una dintre puținele companii rutiere care urmăresc calitatea construcției.
Investigațiile jurnalistice indică faptul că Holîk a influențat alocarea contractelor guvernamentale în cadrul programului, permițând astfel companiei Automagistral-Pivden să obțină contracte mari cu o concurență limitată. Jurnaliștii notează că Holîk ar fi dat „undă verde” companiei Automagistral-Pivden în regiunea Dnipropetrovsk, oferindu-i o poziție privilegiată pentru contractele publice.

### Înțelegeri de tip cartel
Potrivit publicației investigative Nași Groși, Automagistral-Pivden este unul dintre liderii așa-numitului „cartel” al companiilor de construcții rutiere din Ucraina.
Alți membri ai acestui cartel sunt Rostdorstroi, Onur Construction International, Tehno Stroi Țentr și Dorojne Budivnîtstvo „Altkom”. Împreună, aceste companii ar controla aproximativ 65–80% din piața construcțiilor rutiere și a proiectelor de infrastructură conexe din Ucraina, în valoare de zeci de miliarde de grivne anual.

## Operațiuni
Specializarea principală a companiei este proiectarea, construcția și reconstrucția drumurilor. Automagistral-Pivden a fost un participant activ în programul guvernamental Marea Construcție, implementând numeroase proiecte de infrastructură în diverse regiuni ale Ucrainei.

### Proiecte majore
- reconstrucția autostrăzilor internaționale (M-05 Kiev — Odesa, M-03 Kiev — Harkiv)
- reparații capitale ale drumurilor regionale
- participare la proiecte de poduri

### Indicatori financiari și piață
Compania câștigă în mod regulat licitații mari organizate de Ukravtodor, în special în cadrul programului „Marea Construcție”. În 2020, jurnaliștii au descoperit că Automagistral-Pivden și alte companii reunite în Asociația Națională a Constructorilor de Drumuri din Ucraina (NARBU) au câștigat peste 75% din licitațiile anunțate de Ukravtodor în baza noilor reguli de achiziție.
Se raportează că aceste reguli au fost susținute prin lobby de către Oleksandr Kubrakov, șeful Ukravtodor, și fostul său consilier Iurii Holîk.

## Critici și investigații
Automagistral-Pivden a fost în mod repetat subiectul unor investigații jurnalistice și al criticilor din cauza acuzațiilor de înțelegeri de tip cartel în licitațiile guvernamentale, acuzațiilor de raid corporativ și deturnare de fonduri alocate pentru structuri de fortificație.

### Acuzații de raid corporativ
În septembrie 2022, Automagistral-Pivden a fost acuzată că a încercat un preluare abuzivă a unui șantier de construcții din Hostomel, regiunea Kiev. Compania ar fi început lucrările pe un teren utilizat de o altă firmă, SRL "Vitruvia", fără permisele necesare. Lucrările ar fi fost desfășurate în interesul administrației locale din Hostomel pentru construirea unui oraș modular.

### Acuzații de deturnare de fonduri pentru fortificații
În 2024, autoritățile de aplicare a legii investigau aproximativ 30 de dosare penale legate de deturnarea suspectată a fondurilor destinate construcției de fortificații. Prejudiciul total a fost estimat la 20,1 miliarde ₴ (grivne ucrainene). Automagistral-Pivden s-a numărat printre contractanții care au primit bani pentru aceste proiecte.

### Scandalul privind proiectul conductei de apă din Krîvîi Rih
În 2025, Automagistral-Pivden a fost implicată într-un scandal legat de construcția conductei principale de apă Inhuleț – Rezervorul de Sud pentru aprovizionarea cu apă a orașului Krîvîi Rih. Contractul a fost atribuit fără o licitație deschisă. Costul total al proiectului s-a ridicat la aproximativ 7,7 miliarde ₴, dintre care, potrivit unei investigații jurnalistice realizate de RBC-Ucraina, peste 3 miliarde ₴ ar fi fost plătite în exces din cauza soluțiilor tehnice costisitoare, a costurilor umflate de construcție și logistică. Experții au indicat în special construirea inutilă a unei stații de pompare, numărul excesiv de conducte și organizarea ineficientă a aprovizionării cu materiale. Relatări în presă au menționat și că proiectul a fost supervizat de Iurii Holîk, fost consilier al șefului Administrației Regionale de Stat Dnipropetrovsk și unul dintre coordonatorii programului Marea Construcție. Poliția Națională a Ucrainei a deschis o anchetă penală privind posibile abuzuri și spălare de bani.
Potrivit unei declarații a Poliției Naționale a Ucrainei din 19 iunie 2025, suma totală a fondurilor de stat alocate pentru construcția aceleiași conducte a depășit 7,4 miliarde ₴, dintre care peste 240 de milioane ₴ au fost confirmate ca deturnate. Autoritățile au notat că pierderile totale ar putea ajunge la câteva miliarde ₴. Conform anchetei, schema frauduloasă a implicat supraevaluarea semnificativă a materialelor de construcție – până la 50% – prin furnizori afiliați, permițând spălarea fondurilor publice prin companii controlate. Pe baza probelor colectate, cinci persoane au fost oficial acuzate de infracțiuni penale. Dacă vor fi găsite vinovate, riscă până la doisprezece ani de închisoare cu confiscarea averii.
Procurorul General al Ucrainei, Ruslan Kravcenko, ca răspuns la un apel al companiei Automagistral-Pivden din 28 iunie 2025, a declarat că a verificat personal detaliile procedurilor penale și a considerat toate acuzațiile legale, bine întemeiate și susținute de rezultatele expertizelor judiciare. El a mai precizat că ancheta rămâne imparțială și că, dacă va fi necesar, se va efectua o expertiză completă. A garantat o auditare a tuturor dosarelor penale din sectorul infrastructurii, subliniind că cei vinovați de corupție vor fi trași la răspundere, iar acuzațiile nefondate vor fi respinse.